# St. Johannes Baptist (Fölsen)

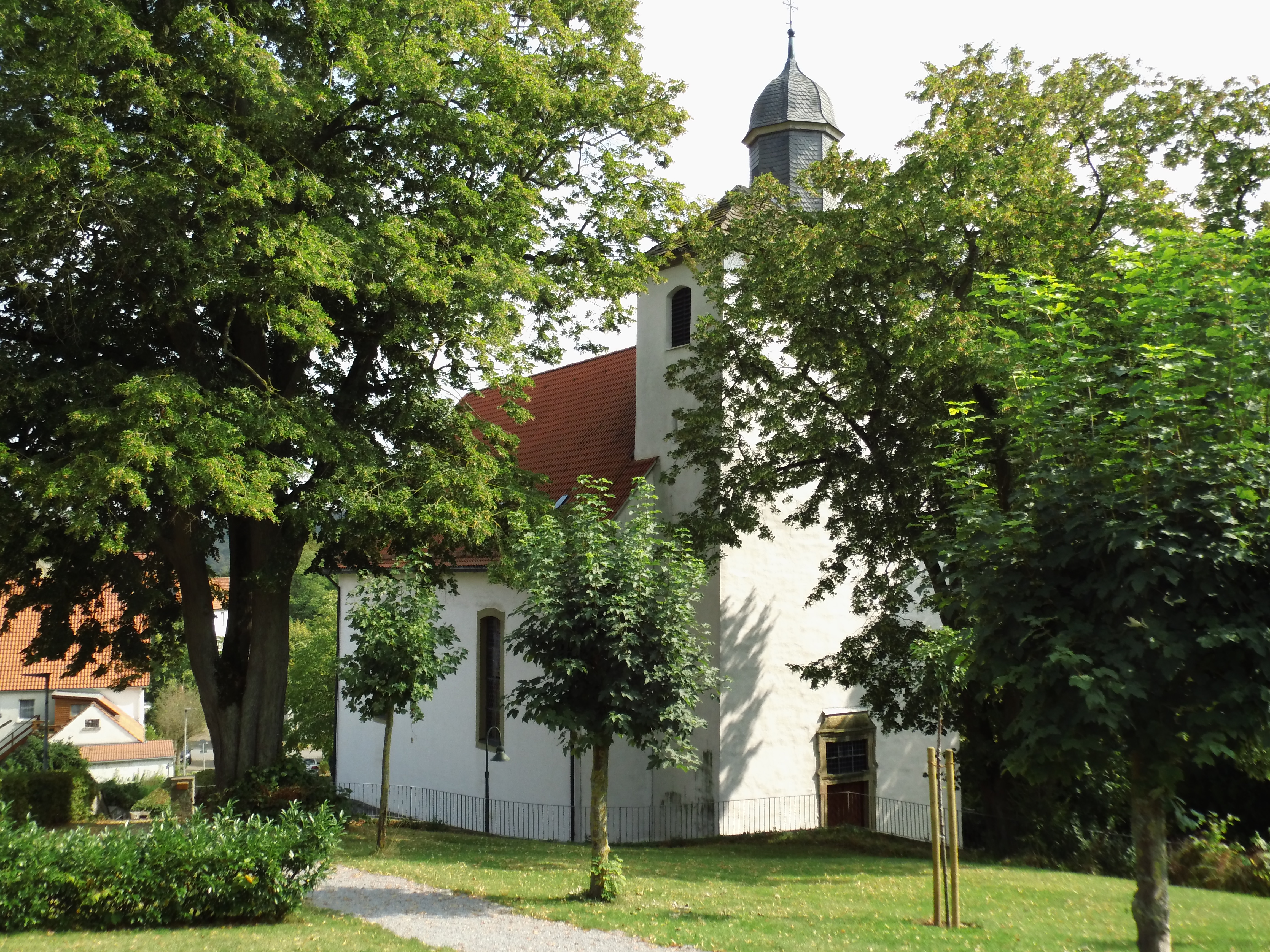
Pfarrkirche St. Johann Baptist

Die katholische Pfarrkirche St. Johannes Baptist ist ein denkmalgeschütztes Kirchengebäude in Fölsen, einem Ortsteil von Willebadessen im Kreis Höxter (Nordrhein-Westfalen).

## Geschichte und Architektur
Die Pfarrei existiert seit dem 13. Jahrhundert. Die Saalkirche mit geschwungenem Chorschluss wurde von 1746 bis 1747 aus verputztem Bruchstein errichtet. Der schmale Westturm ist quer vorgelagert. Im Innenraum befinden sich zwischen den Fenstern wandpfeilerartige Sockel für Figuren. Im Chor sind es schmale, spitze Vorlagen.

## Ausstattung
- Die drei ausgestellten Pilasterretabel aus Holz wurden 1748 gestiftet. Die Skulpturen sind Arbeiten von Johann Theodor Axer. Die Altarblätter sind jünger.
- Die lebensgroßen Figuren der Evangelisten und der Apostel Petrus und Paulus stehen auf den Wandsockeln. Sie sind von J. Th. Axer.
- Die Figuren des Antonius und des Aloysius stehen vor der Orgelempore und sind vermutlich auch von Axer.
- Das Weihwasserbecken ist ein Sandsteinblock mit alten römischen Reliefs.
- Die Kanzel ist mit 1701 bezeichnet, auf dem Schalldeckel steht eine Figur des guten Hirten aus neuerer Zeit.
- Die beiden prächtigen Beichtstühle stammen aus dem Kloster Dalheim. Sie sind mit 1731 bezeichnet.
- Der Orgelprospekt wurde in der Mitte des 19. Jahrhunderts gebaut.
- Die Glocke wurde am Ende des 12. Jahrhunderts gegossen, sie stammt vom Abdinghofkloster in Paderborn.

## Pfarrhaus
Das westlich stehende, ehemalige große Pfarrhaus, wurde 1697 im Vierständerbauweise errichtet.